# Часовня Святой Евфросинии Полоцкой
Часовня святой Евфросинии Полоцкой (бел. Капліца Святой Еўфрасінні Полацкай) — самая узнаваемая архитектурная достопримечательность Речицы, Беларусь.

## История
Первоначальное авторское название монумента — Юбилейная часовня. По замыслу автора возведение её было приурочено к нескольким важнейшим историческим датам — 1000-летию Крещения Руси, 50-летию Победы в Великой Отечественной войне, подвигу воинов-интернационалистов и жертвам Чернобыльской катастрофы. Но в народе, благодаря образу великой святой, незаметно утвердилось другое название — часовня Евфросинии Полоцкой.
Открытие часовни состоялось 2 сентября 1995 г.

## Архитектура
Памятник представляет собой сборно-разборную конструкцию, изготовленную в Минске по современной технологии из нержавеющей стали и латуни. Высота часовни — 24 метра 24 сантиметра.
Композиция часовни задумана автором следующим образом: четыре опоры ступенчато символизируют развитие жизни и мысли по спирали. В них по возрастающей вписаны лики 12-ти белорусских святых и просветителей. Четверо из них — Епископ Полоцкий Мина, Епископ Полоцкий Дианисий, Кирилл Туровский и Елисей Лавришенский канонизированы как православной, так и католической церквями. в числе просветителей такие яркие личности, как Симон Будный, Василий Тяпинский, Симеон Полоцкий, Лев Сапега, Гавриил Белостокский, и конечно же Франциск Скорина и уроженец Беларуси первопечатник Иван Федоров. Венчает композицию ореол души Св. Е. Полоцкой, держащей крест, направленный к Богу. В центре часовни между опорами установлен крест из мореного дуба.
Часовня возведена на площадке прямоугольной формы, усыпанной гравием. С четырех сторон к памятнику ведут ступени, между ними разбиты цветочные клумбы.

## Месторасположение
Когда-то, по словам старожилов города Речицы, на месте, где сейчас возвышается часовня, где останавливалась эскадра пароходов и на речицкую землю была снесена рака со святыми мощами преподобной Евфросинии Полоцкой, был установлен дубовый крест — символ священности этого места.